# Incendi d'Andratx de 2013

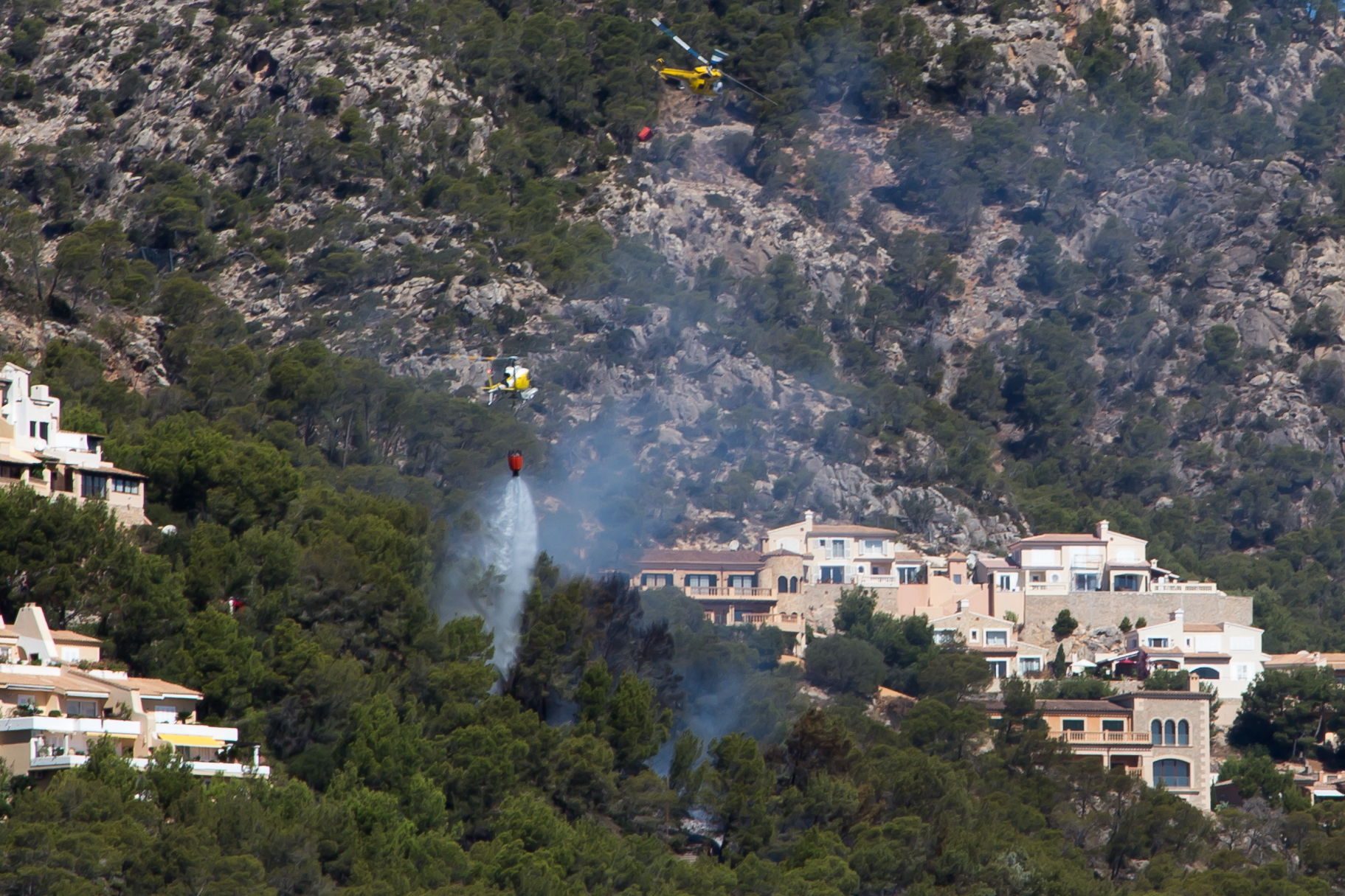
10 del matí de dia 31 d'agost de 2013 al Port d'Andratx

L'incendi d'Andratx de 2013 fou un incendi forestal que es declarà en aquest municipi de l'illa de Mallorca i que estigué actiu del 26 de juliol fins al 13 d'agost del 2013, encara que es trobava sota control des del 2 d'agost. L'incendi cremà un total de 2.335 hectàrees dels municipis d'Andratx, Estellencs i Calvià. Aquest incendi cremà un 2% de la Serra de Tramuntana i fou considerat el més important de la història de les Illes Balears.
El foc s'originà quan el veí d'Andratx I.G., de 44 anys, va fer una barbacoa amb uns amics prop de Son Curt. El veí fou detingut el dilluns 29 de juliol i va reconèixer els fets.
Aproximadament dues terceres parts de la zona cremada eren arbust i carritxeres, de manera que la recuperació el 2017 ja havia avançat relativament ràpid. A la zona de pinar, en canvi, se salvaren molt pocs exemplars, i els nous pins, sortits dels pinyons alliberats pels pins que es cremaren, creixen a menor velocitat. L'escassa humitat i pluviometria de la zona no ajuda a la recuperació, motiu pel qual la Conselleria de Medi Ambient elaborà un pla de restauració de la zona afectada. Una de les mesures necessàries fou la reforestació en aquelles zones afectades per l'incendi de 1994, on la reforestació natural no és possible perquè els exemplars de pi encara no eren prou grans per tenir pinyons. També es prengueren mesures per controlar l'afectació de la cabra assilvestrada, molt abundant a la zona i que posa en perill el creixement dels exemplars joves. La investigació en la reforestació de la zona ha permès concloure que les marjades són de gran ajuda en aquests processos, perquè eviten l'erosió del sòl. Un petit incendi de sis hectàrees el juliol de 2021 cremà al Coll de la Gramola, zona afectada el 2013, cosa que preocupa els experts per la possibilitat que no sobrevisquin els pins nascuts de les pinyes cremades.
L'autor de l'incendi fou condemnat el 2020 a dos anys i mig de presó per un delicte d'incendi forestal per imprudència greu, amb un atenuant per trastorn mental de tipus esquizofrènic.